# Cantons del Marne

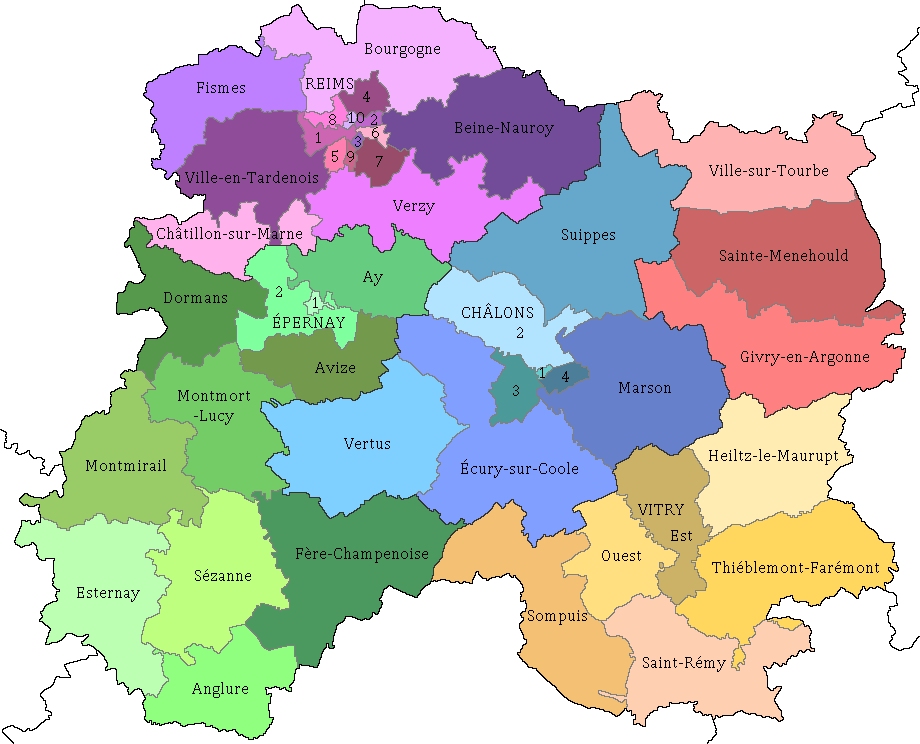
Mapa dels Cantons del Marne

Els Cantons del Marne són 44 i s'agrupen en 5 districtes:
- Districte de Châlons-en-Champagne (8 cantons - prefectura: Châlons-en-Champagne) :
cantó de Châlons-en-Champagne-1 - cantó de Châlons-en-Champagne-2 - cantó de Châlons-en-Champagne-3 - cantó de Châlons-en-Champagne-4 - cantó d'Écury-sur-Coole - cantó de Marson - cantó de Suippes - cantó de Vertus

- Districte d'Épernay (11 cantons - sotsprefectura: Épernay) :
cantó d'Anglure - cantó d'Avize - cantó d'Ay - cantó de Dormans - cantó d'Épernay-1 - cantó d'Épernay-2 - cantó d'Esternay - cantó de Fère-Champenoise - cantó de Montmirail (Marne) - cantó de Montmort-Lucy - cantó de Sézanne

- Districte de Reims (16 cantons - sotsprefectura: Reims) :
 - cantó de Beine-Nauroy - cantó de Bourgogne - cantó de Châtillon-sur-Marne - cantó de Fismes - cantó de Reims-1 - cantó de Reims-2 - cantó de Reims-3 - cantó de Reims-4 - cantó de Reims-5 - cantó de Reims-6 - cantó de Reims-7 - cantó de Reims-8 - cantó de Reims-9 - cantó de Reims-10 - cantó de Verzy - cantó de Ville-en-Tardenois

- Districte de Sainte-Menehould (3 cantons - sotsprefectura: Sainte-Menehould) :
cantó de Givry-en-Argonne - cantó de Sainte-Menehould - cantó de Ville-sur-Tourbe

- Districte de Vitry-le-François (6 cantons - sotsprefectura : Vitry-le-François) :
cantó d'Heiltz-le-Maurupt - cantó de Saint-Remy-en-Bouzemont-Saint-Genest-et-Isson - cantó de Sompuis - cantó de Thiéblemont-Farémont - cantó de Vitry-le-François-Est - cantó de Vitry-le-François-Oest